# Rio de Moinhos (Penafiel)
Rio de Moinhos ist eine Gemeinde (Freguesia) im portugiesischen Kreis Penafiel. In ihr leben 2536 Einwohner (Stand 19. April 2021).